# Assedio alla Terra
Assedio alla Terra (Unearthly Stranger) è un film del 1963 diretto da John Krish. È una storia di ambientazione fantascientifica.

## Trama
Alcuni ricercatori che hanno lavorato a un progetto che avrebbe permesso degli spostamenti spazio-temporali vengono uccisi uno dopo l'altro. Indagando si comprende che la prossima vittima dovrebbe essere l'assistente dell'ultimo scienziato ucciso, Mark Davidson: l'uomo è convinto che la minaccia provenga dalla propria moglie, Julie, un'aliena che deve impedire che le ricerche sul progetto continuino.

## Produzione
La pellicola è stato prodotto dalla Independent Artists. Le riprese sono state girate a Londra.

## Distribuzione
Il film è stato distribuito in diversi paesi con titoli differenti:
- Regno Unito 12 settembre 1963 (London) Unearthly Stranger o Beyond the Stars
- Stati Uniti Aprile 1964
- Finlandia 23 ottobre 1964 Noiduttu katse
- Messico 16 giugno 1966 Mujeres de lo desconocido
- Regno Unito 3 novembre 2014 (première Blu-ray e DVD)
- Argentina Argentina
- Italia Assedio alla Terra
- Grecia Aoratos ehthros